# かもめ (ドラッグストア)
株式会社かもめは、かつて高知市を地盤としてドラッグストアを展開していた小売企業。ドラッグストア名は「ファミリードラッグかもめ」、または「かもめ薬局」である。合い言葉は「まごころこめて健康づくり。ファミリードラッグ」である。

## 沿革
- 1966年創立
- 2013年
  - 10月：株式会社ツルハホールディングスへ26店舗の内、14店舗を事業譲渡株式会社ツルハ
  - 11月15日：高知地方裁判所へ特別清算を申請（負債総額約20億円）
  - 12月2日：高知地方裁判所より特別清算の開始を命ぜられる

## 店舗
高知市を中心に31店舗を集中させるドミナント方式での出店である。